# Lorignac

Lorignac este o comună în departamentul Charente-Maritime, Franța. În 1 ianuarie 2022 avea o populație de 511 de locuitori.